# تاتا تي ليميتد
تاتا تي ليميتد Tata Tea Limited هي إحدى شركات مجموعة تاتا، وهي أكبر شركة شاي في  الهند، وثاني أكبر موزع للعلامات التجارية للشاي في العالم.
تنتج الشركة أكثر من 40 مليون كيلوجرام من الشاي، من زراعة حوالي 18 ألف هكتار في ثلاثة مزارع في الهند وسريلانكا.